# Farman F.402
Die Farman F.402 war ein französisches Transportflugzeug von 1933.

## Einsatzgeschichte
Die Farman F.402 wurde als Ausführung der F.400 mit Sternmotor entwickelt und sowohl zivil als auch militärisch verwendet. Die bekannteste Verwendung ist der Einsatz im Spanischen Bürgerkrieg von 1936 bis 1939. Das Flugzeug wurde als Transport-, Ambulanz- und Verbindungsflugzeug verwendet. Es wurde sowohl auf Seiten der Republikaner (Foto) als auch der Nationalisten verwendet. Bei den Republikanern war es in der Grupo 14 de Caza im Norden Spaniens auf der Basis Lamiaco stationiert.
Am 15. Februar 1939 stürzte der französische Pilot Paul Grieu bei der Überführung einer zivilen Farman F.402 (F-AMTL) nach Le Bourget beim Dorf Sanvic tödlich ab.

## Konstruktion
Das Flugzeug war ein Schulterdecker mit dünnen und abgerundeten Tragflächen, die abnehmbar waren. Der Rumpf und die Flügel waren aus Holz, welches mit Furnier belegt war. In den Tragflächen konnten rund 200 Liter Kraftstoff mitgeführt werden. Das starre Fahrwerk war mit massiven Stahlträgern verstärkt, um auch auf unwegsamen Gelände landen und starten zu können. Das Flugzeug benötigte nur kurze Start- und Landebahnen. Ungewöhnlich war die Anordnung des Steuerknüppels an der Decke des Cockpits sowie ein vertikales Lenkrad für die Seitenruder.
Das Flugzeug hatte als Antrieb einen 5-Zylinder-Sternmotor Lorraine 5 Pb (110 PS) oder einen 9-Zylinder-Sternmotor von Salmson (120 PS).

## Museumsflugzeug
Das „Museo del Aire“ in Madrid stellt die einzig heute noch existierende Farman F.402 aus. Insgesamt wurden 68 Exemplare gebaut.

## Technische Daten

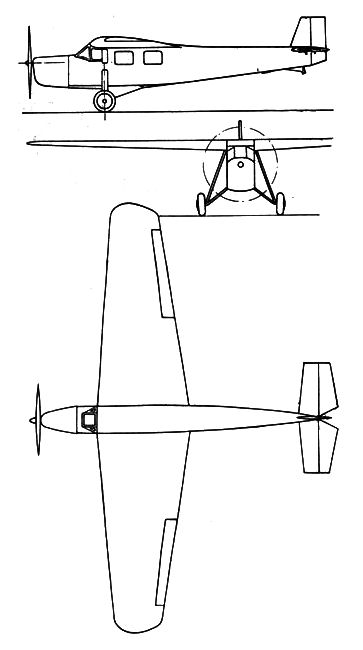
Dreiseitenansicht Farman F.400

| Kenngröße             | Daten |
| --------------------- | --- |
| Besatzung             | 3 |
| Länge                 | 8,25 m |
| Spannweite            | 11,72 m |
| Höhe                  | 2,07 m |
| Flügelfläche          | 21,5 m² |
| Flügelstreckung       | 6,4 |
| Leermasse             | 681 kg |
| Startmasse            | 1150 kg |
| Antrieb               | ein 5-Zylinder-Sternmotor Lorraine 5 Pb mit 110 PS (81 kW) oder 9-Zylinder-Sternmotor Salmson mit 120 PS (88 kW) |
| Höchstgeschwindigkeit | 194 km/h |
| Dienstgipfelhöhe      | 4000 m |
| Reichweite            | 1000 km |